# Klietz
Klietz là một đô thị thuộc huyện Stendal, bang Sachsen-Anhalt, Đức. Đô thị Klietz có diện tích 45,81 km², dân số thời điểm ngày 31 tháng 12 năm 2006 là 1593 người.